# Odonellia hirtiflora
Odonellia hirtiflora là một loài thực vật có hoa trong họ Bìm bìm. Loài này được (M. Martens & Galeotti) K.R. Robertson mô tả khoa học đầu tiên năm 1982.